# Charles VII của Pháp
Charles VII (22 tháng 2 năm 1403 – 22 tháng 7 năm 1461), còn được gọi là le Victorieux hay le Bien-Servi, là quốc vương Pháp từ năm 1422 đến khi qua đời. Charles VII là người kết thúc chiến tranh Trăm năm vào năm 1453 với sự chiến thắng của người Pháp. Tên tuổi của Charles VII thường được nhắc tới cùng với Jeanne d'Arc, người góp phần đưa Charles lên ngôi.
Là con trai của Charles VI và Isabeau xứ Bavaria, Charles được sinh ra trong một thời kỳ phức tạp. Cuộc nội chiến giữa hai phe Armagnacs và Bourguignons là hai cuộc nội chiến trong khoảng 1407 đến 1435 xen giữa Chiến tranh Trăm năm. Là thủ lĩnh phe Armagnacs, Charles VI mất quyền kế vị sau hòa ước Troyes năm 1420. Người thay thế là Henry V của Anh rồi tới con trai là Henry VI của Anh. Sự xuất hiện của Jeanne d'Arc đã thay đổi cục diện của cuộc chiến, đưa nước Pháp đến chiến thắng và Charles VII lên ngôi tại nhà thờ Đức Bà Reims ngày 17 tháng 7 năm 1429.
Charles kết hôn với Marie xứ Anjou và có với bà 14 người con, người con trai cả lên ngôi vua Pháp- Louis XI- người đã tranh chấp và cãi vã với ông trong suốt phần đời còn lại. Charles còn có một người tình nhân nữa là Agnès Sorel, tình nhân Hoàng gia đầu tiên được cả thế giới biết đến và công nhận. Bà sinh được cho ông 4 cô con gái, nhưng tất cả đều không được công nhận vì đó là 4 cô con gái ngoại hôn.
Khi triều đình của ông được chuyển đến Bourges, phía nam sông Loire, Charles bị chê bai là Vua vua của Bourges, vì khu vực xung quanh thành phố này là một trong số ít các khu vực còn lại của ông. Tuy nhiên, vị trí chính trị và quân sự của ông đã cải thiện đáng kể với sự xuất hiện của Jeanne d'Arc với tư cách là một nhà lãnh đạo tinh thần ở Pháp. Joan of Arc và các nhân vật lôi cuốn khác đã khiến quân đội Pháp dỡ bỏ cuộc bao vây thành phố Orleans, cũng như các thành phố chiến lược khác trên sông Loire, và đè bẹp người Anh trong trận Patay. Khi quân đội Anh địa phương giải tán, người dân Reims chuyển sang lòng trung thành và mở cổng, cho phép đăng quang Charles VII vào năm 1429 tại Nhà thờ Reims. Sự kiện được chờ đợi từ lâu này đã thúc đẩy tinh thần Pháp khi sự thù địch với nước Anh được nối lại. Sau trận chiến Castillon năm 1453, người Pháp đã trục xuất người Anh khỏi tất cả tài sản lục địa của họ ngoại trừ Pale of Calais.
Những năm cuối cùng của cuộc sống trị vì và cuộc đời Charles đã được đánh dấu bằng những xung đột với đứa con trai hỗn loạn của mình, Louis XI của Pháp trong tương lai.

## Tiểu sử

### Cuộc sống tuổi thơ
Charles sinh ra tại Hôtel Saint-Pol, nơi ở của hoàng gia tại Paris. Charles đã được trao danh hiệu ''comte de Ponthieu" lúc ông vừa mới sinh ra năm 1403. Ông là con thứ mười một và là con trai thứ năm của Charles VI của Pháp và Isabeau xứ Bavaria. Bốn anh trai của ông, Charles (1386), Charles (1392-1401), Louis (1397-1415) và John (1398-1417) lần lượt từng giữ danh hiệu Dauphin của Pháp (người thừa kế ngai vàng Pháp) nhưng tất cả đều chết trẻ, để lại cho Charles một gia tài giàu có và là người giữ danh hiệu Dauphin.

### Làm Dauphin
Gần như ngay lập tức sau khi gia nhập danh hiệu Dauphin, Charles đã phải đối mặt với các mối đe dọa đối với quyền thừa kế của mình và anh buộc phải chạy trốn khỏi Paris vào ngày 29 tháng 5 năm 1418 sau khi các đảng phái của John the Fearless, Công tước xứ Burgundy, đã vào thành phố trước đó. Đến năm 1419, Charles đã thành lập triều đình của riêng mình tại Bourges và Paruity ở Poitiers. Vào ngày 11 tháng 7 cùng năm đó, Charles và John the Fearless đã cố gắng hòa giải bằng cách ký một hiệp ước trên một cây cầu nhỏ gần Pouilly-le-Fort, không xa Melun nơi Charles đang ở, Hiệp ước Pouilly-le-Fort cũng được biết đến tên của Paix du Ponceau (ponceau từ tiếng Pháp pont nghĩa là "cây cầu", là một cây cầu nhỏ một qua suối). Họ cũng quyết định rằng một cuộc họp tiếp theo sẽ diễn ra vào ngày 10 tháng 9 sau. Vào ngày đó, cả 2 người gặp nhau trên cây cầu ở Montereau. Công tước cho rằng cuộc gặp sẽ hoàn toàn hòa bình và ngoại giao, do đó ông chỉ mang theo một người hộ tống chức vụ nhỏ bên mình. Người của Dauphin đã phản ứng với sự xuất hiện của Công tước bằng cách tấn công và giết chết ông. Mức độ tham gia của Charles vẫn không chắc chắn cho đến ngày nay. Mặc dù ông tuyên bố đã không biết về ý định của người đàn ông của mình, nhưng điều này được coi là không thể xảy ra bởi những người nghe về vụ giết người. Vụ ám sát đánh dấu sự kết thúc của bất kỳ nỗ lực hòa giải nào giữa hai phe Armagnac và Burgundian, do đó rơi vào tay Henry V của Anh. Charles sau đó được yêu cầu bởi một hiệp ước với Philip the Good, con trai của John the Fearless, để đền tội cho vụ giết người, điều mà anh ta chưa bao giờ làm.

### Hiệp ước thành Troyes (21 tháng 5 năm 1420)
Sau sự qua đời bất ngờ của cha mình, Charles VI, quyền kế vị của đất nước bị nghi ngờ và rơi vào hỗn loạn. Hiệp ước Troyes, được ký kết bởi Charles VI vào năm 1420, đã quy định rằng ngai vàng truyền lại cho vị vua trẻ sơ sinh Henry VI của Anh, con trai của Henry V và Catherine của Pháp, con gái của Charles VI; tuy nhiên, người Pháp trung thành với vua Pháp coi hiệp ước là vô hiệu với lý do ép buộc và năng lực tinh thần bị giảm sút của Charles VI. Đối với những người không công nhận hiệp ước và tin rằng Dauphin Charles được sinh ra hợp pháp, ông được coi là người thừa kế hợp pháp lên ngôi. Đối với những người không công nhận tính hợp pháp của mình, người thừa kế hợp pháp được công nhận là Charles, Công tước xứ Orleans, anh em họ của Dauphin, người đang bị giam cầm ở Anh. Chỉ những người ủng hộ Henry VI và Dauphin Charles mới có thể tranh thủ đủ lực lượng quân sự để gây sức ép cho các ứng cử viên của họ. Người Anh, đã kiểm soát miền bắc nước Pháp, đã có thể thực thi yêu sách của nhà vua của họ ở các vùng của Pháp mà họ chiếm đóng. Do đó, miền Bắc nước Pháp, bao gồm Paris, được cai trị bởi một nhiếp chính người Anh, anh trai của Henry V, John của Lancaster, Công tước thứ nhất của Bedford, có trụ sở tại Normandy (xem chế độ quân chủ kép của Anh và Pháp).

### Vua xứ Bourges

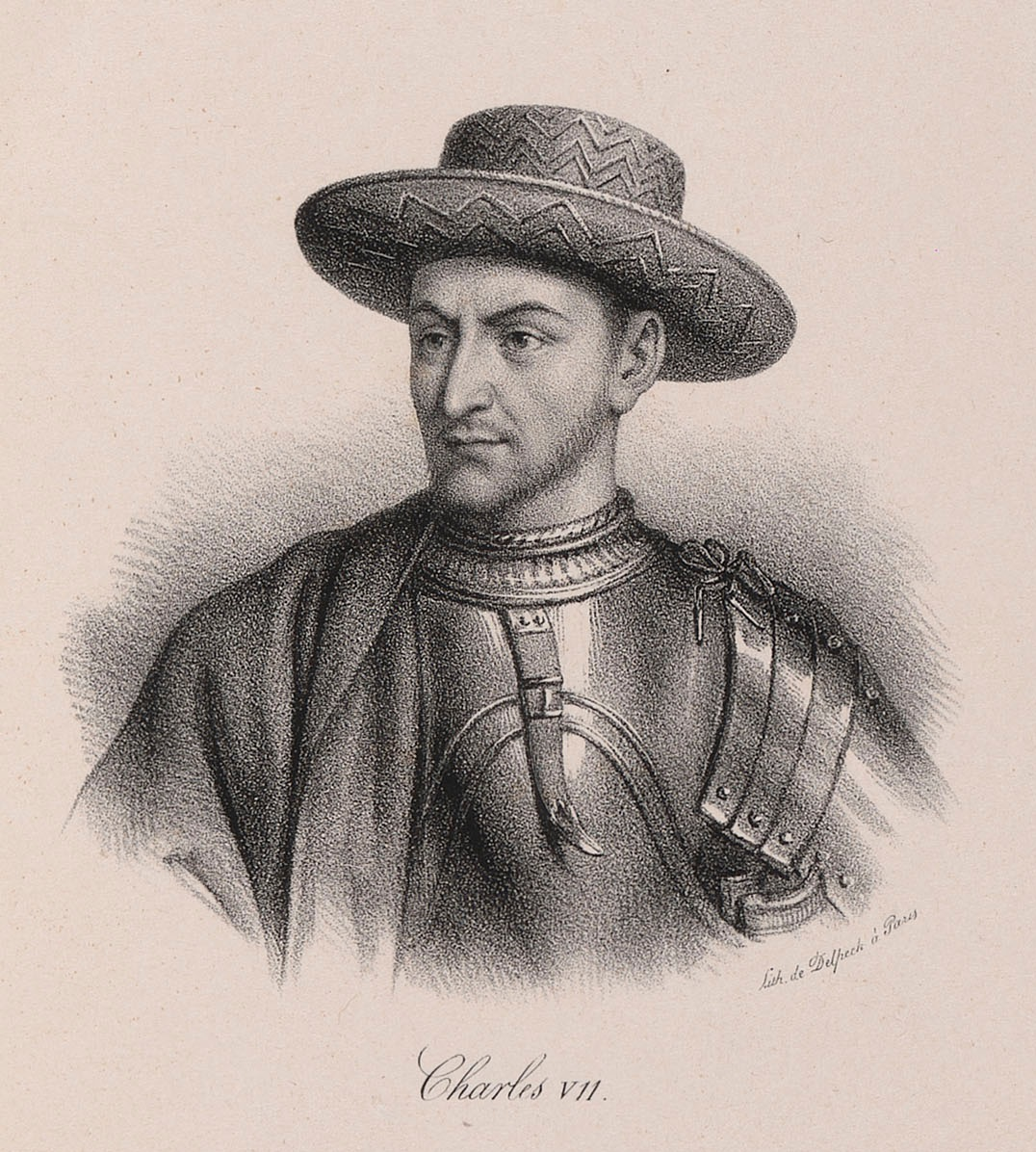
Charles Đệ Thất khi lên trị vì

Trong những năm tuổi thiếu niên, Charles được chú ý nhờ phong cách lãnh đạo dũng cảm và hào khí. Tại một thời điểm sau khi trở thành Dauphin, ông đã lãnh đạo một đội quân chống lại người Anh mặc trang phục màu đỏ, trắng và xanh đại diện cho gia đình anh ta; thiết bị huy hiệu của ông là một nắm tay được gửi qua thư đang nắm chặt một thanh kiếm trần. Tuy nhiên, vào tháng 7 năm 1421, khi biết rằng Henry V đang chuẩn bị từ Thần chú để tấn công với một đội quân lớn hơn nhiều, ông đã rút khỏi vòng vây của Charles để tránh thất bại. Sau đó, ông đi về phía nam sông Loire dưới sự bảo vệ của Yolanda của Aragon, được gọi là "Nữ hoàng của bốn vương quốc" và, vào ngày 22 tháng 4 năm 1422, kết hôn với con gái của bà, Marie xứ Anjou, người mà ông đã đính hôn từ tháng 12 năm 1413 một buổi lễ tại Cung điện Louvre.
Charles, không có gì đáng ngạc nhiên, đã tự xưng danh hiệu Vua Pháp, nhưng ông đã không thực hiện bất kỳ nỗ lực nào để trục xuất người Anh khỏi miền bắc nước Pháp ra khỏi sự thiếu quyết đoán và cảm giác tuyệt vọng Thay vào đó, anh ta vẫn ở phía nam sông Loire, nơi ông vẫn có thể để phát huy sức mạnh và duy trì một triều đình lưu động ở Thung lũng sông túi tại các lâu đài như Chinon. Ông vẫn thường được gọi là "Dauphin", hay bị chế giễu là "Vua của Bourges", sau thị trấn nơi ông thường sống. Theo định kỳ, ông cân nhắc chuyến bay đến Bán đảo Iberia, nơi sẽ cho phép người Anh tiến lên chiếm đóng Pháp.

### Người giúp việc của Orléans
Các điều kiện chính trị ở Pháp đã có bước ngoặt quyết định vào năm 1429 khi triển vọng của Dauphin bắt đầu trở nên vô vọng. Thị trấn Mitchéans đã bị bao vây kể từ tháng 10 năm 1428. Nhiếp chính vương người Anh, Công tước Bedford (chú của Henry VI), đang tiến vào Công tước Bar, do anh rể của Charles, René cai trị. Các lãnh chúa và binh lính Pháp trung thành với Charles ngày càng tuyệt vọng. Sau đó, tại ngôi làng nhỏ của Domrémy, ở biên giới Lorraine và Champagne, một cô gái tuổi teen tên Joan binhrc, đã yêu cầu chỉ huy đồn trú tại Vaucouleurs, Robert de Baudricourt, thu thập những người lính và tài nguyên cần thiết để đưa cô đến Dauphin Chinon, nói rằng tầm nhìn của các thiên thần và các vị thánh đã trao cho cô một sứ mệnh thiêng liêng. Cấp cho một đội hộ tống gồm năm binh sĩ kỳ cựu và thư giới thiệu cho Charles của Lord Baudricourt, Joan cưỡi ngựa đến gặp Charles tại Chinon. Cô đến vào ngày 23 tháng 2 năm 1429.

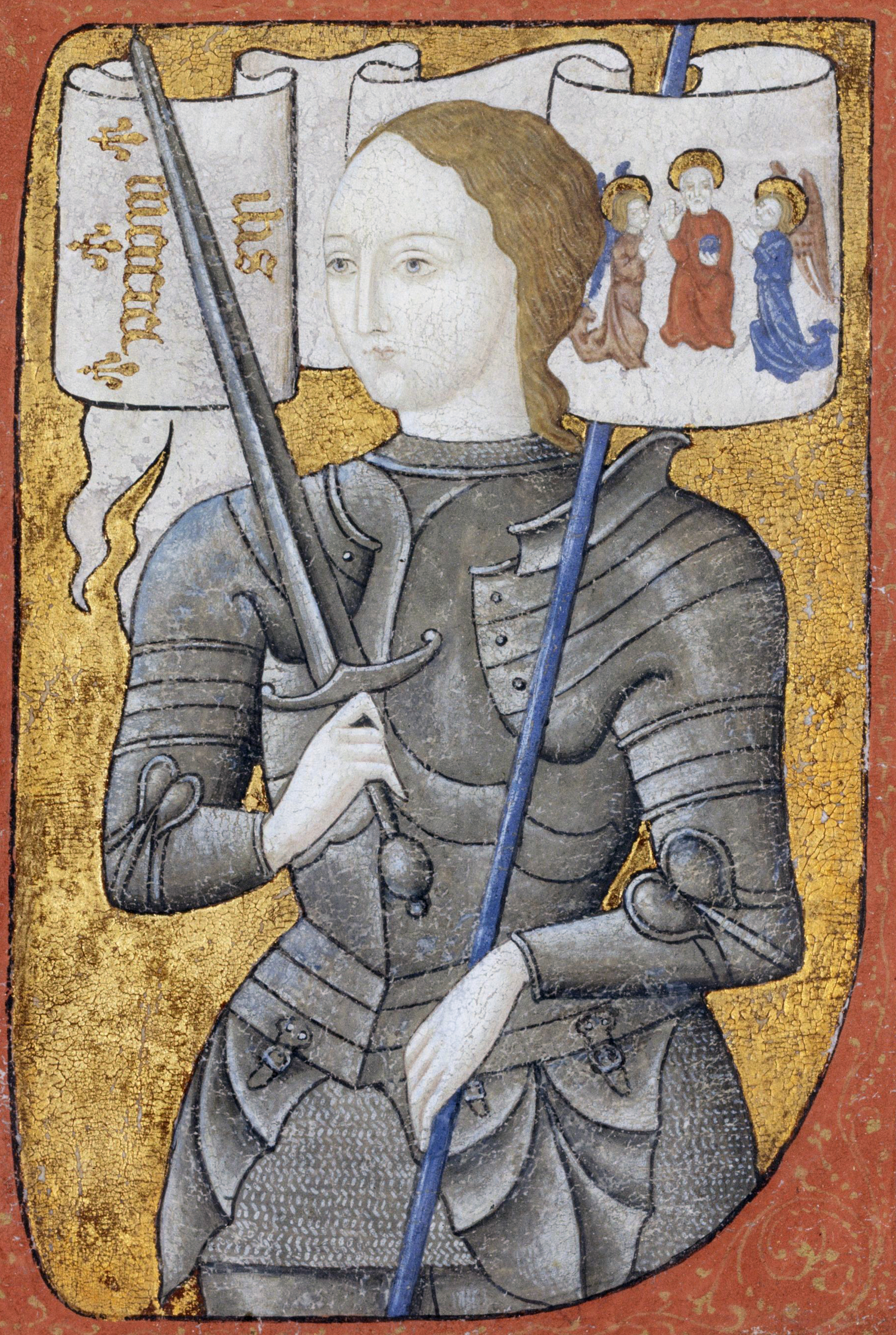
Joan xứ Arc (1412-1431)

Những gì tiếp theo sẽ trở nên nổi tiếng. Khi Joan xuất hiện tại Chinon, Charles muốn kiểm tra tuyên bố của cô để có thể nhận ra anh ta mặc dù chưa bao giờ nhìn thấy anh ta, và vì vậy anh ta đã cải trang thành một trong những cận thần của mình. Anh đứng giữa họ khi Joan bước vào căn phòng nơi triều đình được tập hợp. Joan xác định Charles ngay lập tức. Cô cúi thấp người xuống và ôm lấy đầu gối anh, tuyên bố "Chúa cho anh một cuộc sống hạnh phúc, vị vua ngọt ngào!" Mặc dù đã cố gắng để tuyên bố rằng một người đàn ông khác thực sự là nhà vua, Charles cuối cùng đã buộc phải thừa nhận rằng anh ta thực sự là như vậy. Sau đó Joan gọi anh là "Dauphin" hay "Cao quý Dauphin" cho đến khi anh lên ngôi ở Reims bốn tháng sau đó. Sau cuộc trò chuyện riêng giữa hai người (Charles sau đó tuyên bố rằng Joan biết những bí mật về anh ta mà anh ta chỉ lên tiếng khi cầu nguyện thầm lặng với Chúa), Charles trở nên được truyền cảm hứng và tràn đầy tự tin.

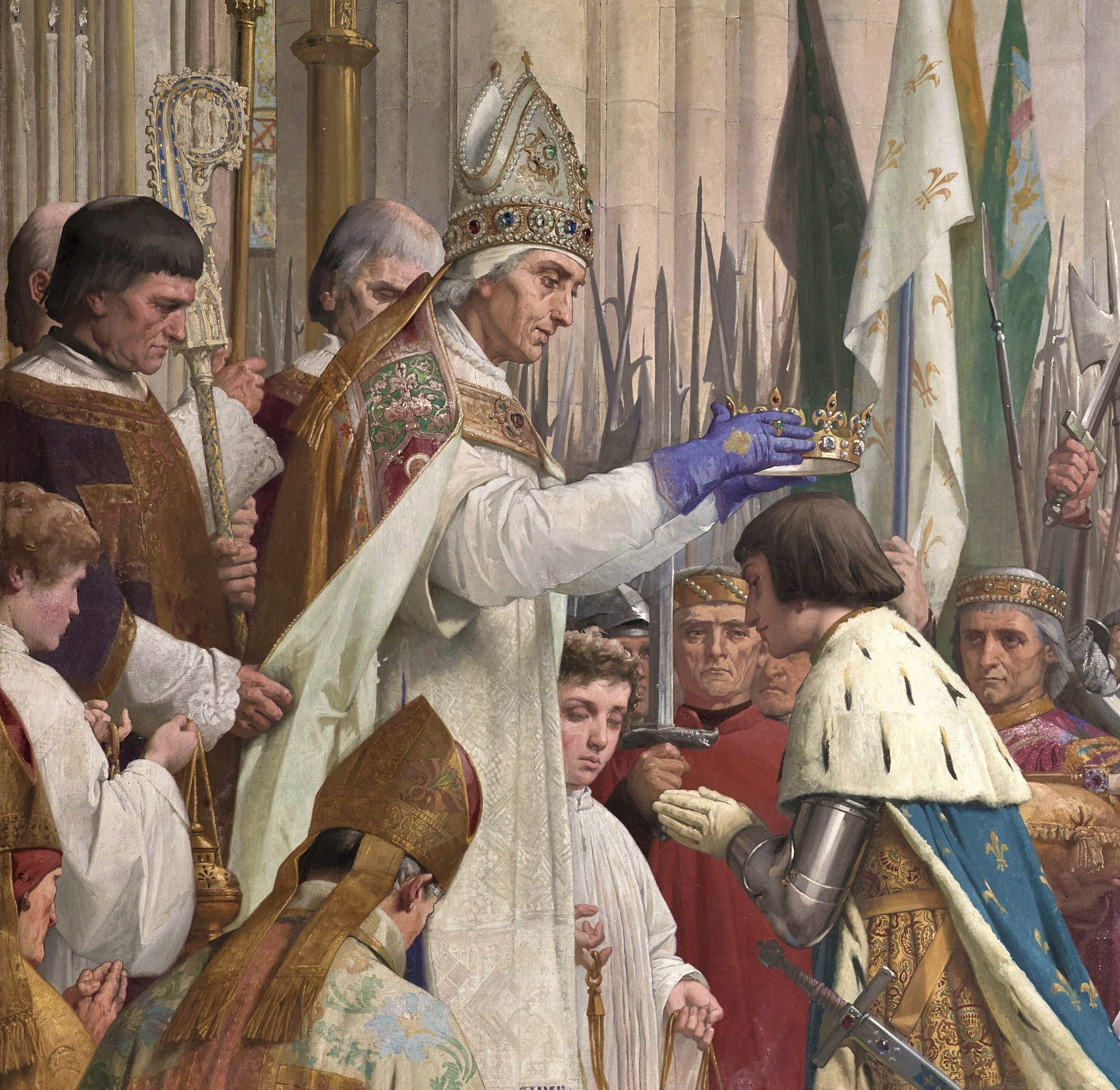
Lễ đăng quang của Charles VII

Sau cuộc chạm trán với Charles vào tháng 3 năm 1429, Joan d'Arc đã lên đường lãnh đạo lực lượng Pháp tại Orleans. Cô được hỗ trợ bởi các chỉ huy lành nghề như Étienne de Vignolles, được biết đến với tên La Hire và Jean Poton de Xaintrailles. Họ buộc người Anh phải dỡ bỏ cuộc bao vây vào ngày 8 tháng 5 năm 1429, do đó xoay chuyển cuộc chiến. Người Pháp đã chiến thắng Trận Patay vào ngày 18 tháng 6, lúc đó quân đội dã chiến Anh đã mất khoảng một nửa quân số. Sau khi đẩy xa hơn vào lãnh thổ do Anh và Burgundian kiểm soát, Charles đã lên ngôi vua Charles VII của Pháp tại Nhà thờ Reims vào ngày 17 tháng 7 năm 1429.
Joan sau đó đã bị người Burgundy bắt giữ tại cuộc bao vây Compiègne vào ngày 24 tháng 5 năm 1430. Người Burgundy đã giao cô cho các đồng minh người Anh của họ. Đã thử thách dị giáo bởi một triều đình gồm các giáo sĩ thân Anh như Pierre Cauchon, người đã phục vụ chính phủ chiếm đóng của Anh từ lâu, cô đã bị thiêu tại cây thánh giá vào ngày 30 tháng 5 năm 1431.

### Người Pháp chiến thắng
Gần như quan trọng như Joan of Arc trong sự nghiệp của Charles là sự hỗ trợ của gia đình quyền lực và giàu có của vợ Marie xứ Anjou, đặc biệt là mẹ vợ của ông, Nữ hoàng Violant của Aragón. Nhưng bất cứ tình cảm nào anh có thể dành cho vợ, hoặc bất kỳ lòng biết ơn nào anh có thể cảm nhận được đối với sự ủng hộ của gia đình cô, tình yêu lớn của cuộc đời Charles VII lại là là tình nhân của anh, Agnès Sorel.
Charles VII và Philip the Good, Công tước xứ Burgundy, sau đó đã ký Hiệp ước Arras năm 1435, theo đó phe phe Burgundia đã từ chối liên minh tiếng Anh của họ và trở nên hòa giải với Charles VII, giống như mọi thứ đang trở nên tồi tệ đối với các đồng minh Anh. Với thành tựu này, Charles đã đạt được mục tiêu thiết yếu là đảm bảo rằng không có Hoàng tử Máu nào công nhận Henry VI là Vua của Pháp.
Trong hai thập kỷ sau đó, người Pháp đã chiếm lại Paris từ người Anh và cuối cùng đã phục hồi toàn bộ nước Pháp ngoại trừ cảng phía bắc Calais.

### Kết thúc trị vì
Những năm cuối đời của Charles được đánh dấu bằng mối quan hệ thù địch với người thừa kế của ông, Louis, người đòi hỏi quyền lực thực sự để đi cùng với vị trí là Dauphin. Charles liên tục từ chối anh ta. Theo đó, Louis đã khuấy động những âm mưu bất đồng và xúi giục trong nỗ lực gây bất ổn triều đại của cha mình. Theo một nguồn tin, anh ta đã cãi nhau với tình nhân của cha mình, Agnès Sorel và trong một lần tình cờ, cô ta đã dùng một thanh kiếm nhe vào giường của Charles. Cuối cùng, vào năm 1446, sau khi con trai cuối cùng của Charles, cũng được đặt tên là Charles, được sinh ra, nhà vua đã trục xuất Dauphin cho Dauphiny. Hai người không bao giờ gặp lại. Louis sau đó đã từ chối yêu cầu của nhà vua để trở lại triều đình, và cuối cùng ông đã trốn sang sự bảo vệ của Philip the Good, Công tước xứ Burgundy, vào năm 1456.
Năm 1458, Charles bị bệnh. Một vết đau ở chân (một triệu chứng sớm, có lẽ là do bệnh tiểu đường hoặc một tình trạng khác) đã từ chối chữa lành, và nhiễm trùng trong đó gây ra một cơn sốt nghiêm trọng. Nhà vua triệu tập Louis cho anh ta từ thời lưu đày ở Burgundy, nhưng Dauphin từ chối đến. Ông thuê các nhà chiêm tinh để báo trước giờ chết của cha mình. Nhà vua nán lại trong hai năm rưỡi tiếp theo, ngày càng ốm yếu, nhưng không muốn chết. Trong thời gian này, anh ta cũng phải đối phó với trường hợp của chư hầu nổi loạn John V của Armagnac.
Tuy nhiên, cuối cùng, đã đến một điểm vào tháng 7 năm 1461 khi các bác sĩ của nhà vua kết luận rằng Charles sẽ không sống qua tháng Tám. Bệnh hoạn và mệt mỏi, nhà vua trở nên mê sảng, tin rằng mình bị bao vây bởi những kẻ phản bội chỉ trung thành với con trai mình. Dưới áp lực của bệnh tật và sốt, anh phát điên. Đến bây giờ một nhiễm trùng khác trong hàm của anh ta đã gây ra một áp xe trong miệng. Sự sưng tấy do điều này trở nên lớn đến nỗi, trong tuần cuối cùng của cuộc đời, Charles không thể nuốt thức ăn hoặc nước. Mặc dù anh ta yêu cầu Dauphin đến chỗ chết của mình, Louis đã từ chối, thay vào đó, chờ đợi tại Avesnes, ở Burgundy, để cha anh ta chết. Tại Mehun-sur-Yèvre, có sự tham dự của con trai nhỏ Charles, và nhận thức được sự phản bội cuối cùng của con trai mình, Nhà vua đã chết đói. Ông qua đời vào ngày 22 tháng 7 năm 1461 và được chôn cất theo yêu cầu của ông, bên cạnh cha mẹ tại nhà thờ lớn Saint- Denis.